# Gedenkstätte Berliner Mauer

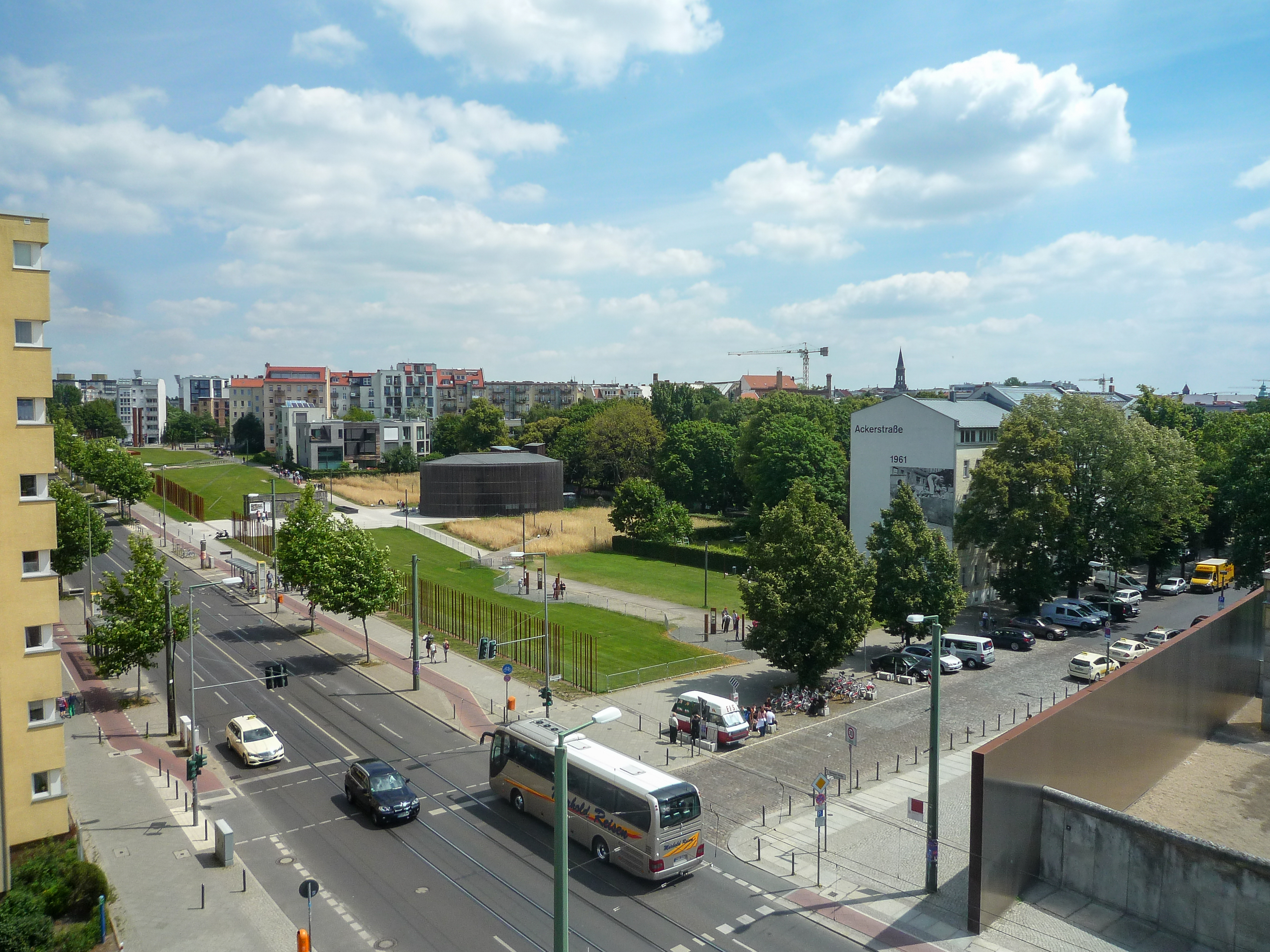
Blick über einen Teil der Gedenkstätte:
rechts das Mauerdenkmal,
mittig die Kapelle der Versöhnung

Als Gedenkstätte Berliner Mauer wird primär das Gelände an der südöstlichen Seite der Bernauer Straße zwischen der Gartenstraße und der Schwedter Straße, auf dem sich die Berliner Mauer und der Todesstreifen dahinter befanden, bezeichnet. Damit wird an die Teilung Berlins durch die Mauer und an die Todesopfer an ihr erinnert. Auf diesem etwa 1,4 Kilometer langen Geländestreifen wurden ein 70 Meter langes originales Stück der Grenzanlagen 1998 von der Bundesrepublik Deutschland und dem Land Berlin wieder errichtet (Mauerteile stammen von anderen Abschnitten) und später erweitert und die Kapelle der Versöhnung und das Fenster des Gedenkens errichtet. Zur Gedenkstätte Berliner Mauer gehören aber auch das Besucherzentrum und das Dokumentationszentrum Berliner Mauer auf der anderen Straßenseite (Ecke Garten- bzw. Ackerstraße) und eine Ausstellung im benachbarten S-Bahnhof Nordbahnhof.

## Geschichte

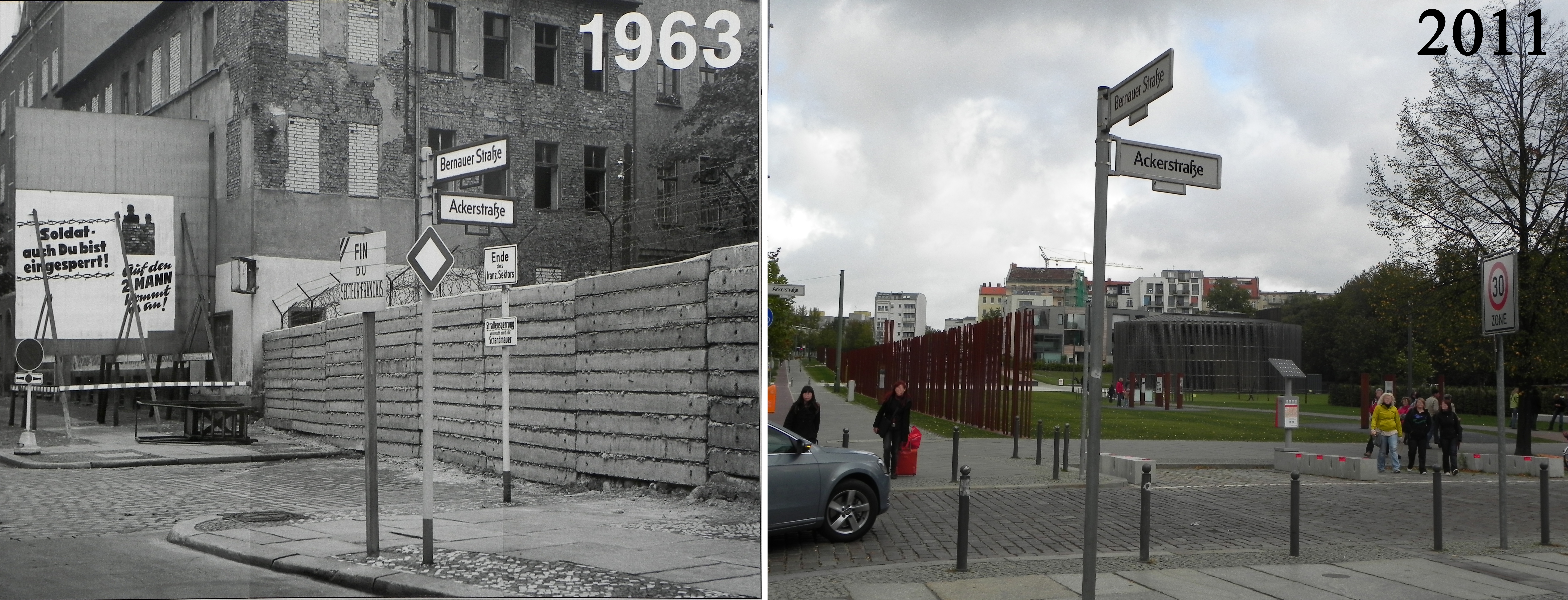
Acker- / Ecke Bernauer Straße, 1963 und 2011

Die Gedenkstätte geht auf einen 1994 vom Deutschen Historischen Museum im Auftrag der Bundesregierung durchgeführten Ideenwettbewerb zurück. Die Architekten Kohlhoff & Kohlhoff setzten sich durch. Die Kosten für den Wettbewerb und Bau beliefen sich auf 2,2 Millionen Mark (kaufkraftbereinigt in heutiger Währung: rund 1,92 Millionen Euro). Der Bund übernahm die Baukosten während das Land für die Unterhaltungskosten zuständig ist.
Am 11. September 2008 beschloss das Abgeordnetenhaus von Berlin, zum Jahrestag des Falls der Berliner Mauer am 9. November 2008 die Gedenkstätte Berliner Mauer und die Erinnerungsstätte Notaufnahmelager Marienfelde in der landeseigenen Stiftung Berliner Mauer zusammenzufassen.
Im Laufe der folgenden Jahre wurde das Gelände der Gedenkstätte entlang der Bernauer Straße erweitert. Die Außenausstellung im Grenzstreifen wurde in Teilabschnitten eröffnet und in eine Erinnerungslandschaft umgestaltet. Dabei wurden originale Relikte der Grenzanlagen als archäologische Fenster freigelegt oder durch Nachzeichnungen aus Stahl am Boden markiert. Der Verlauf der Mauer wurde durch Stäbe rostenden Stahls nachgestaltet. Der Standort eines Grenzbeobachtungsturms an der Strelitzer Straße wurde durch vier Stahlelemente in Originalhöhe markiert. Die Außenausstellung der Gedenkstätte schildert die Geschichte anhand der Ereignisse in der Bernauer Straße und gliedert sich in vier Themengebiete:
- Die Mauer und der Todesstreifen
- Die Zerstörung der Stadt
- Der Bau der Mauer
- Es geschah an der Mauer

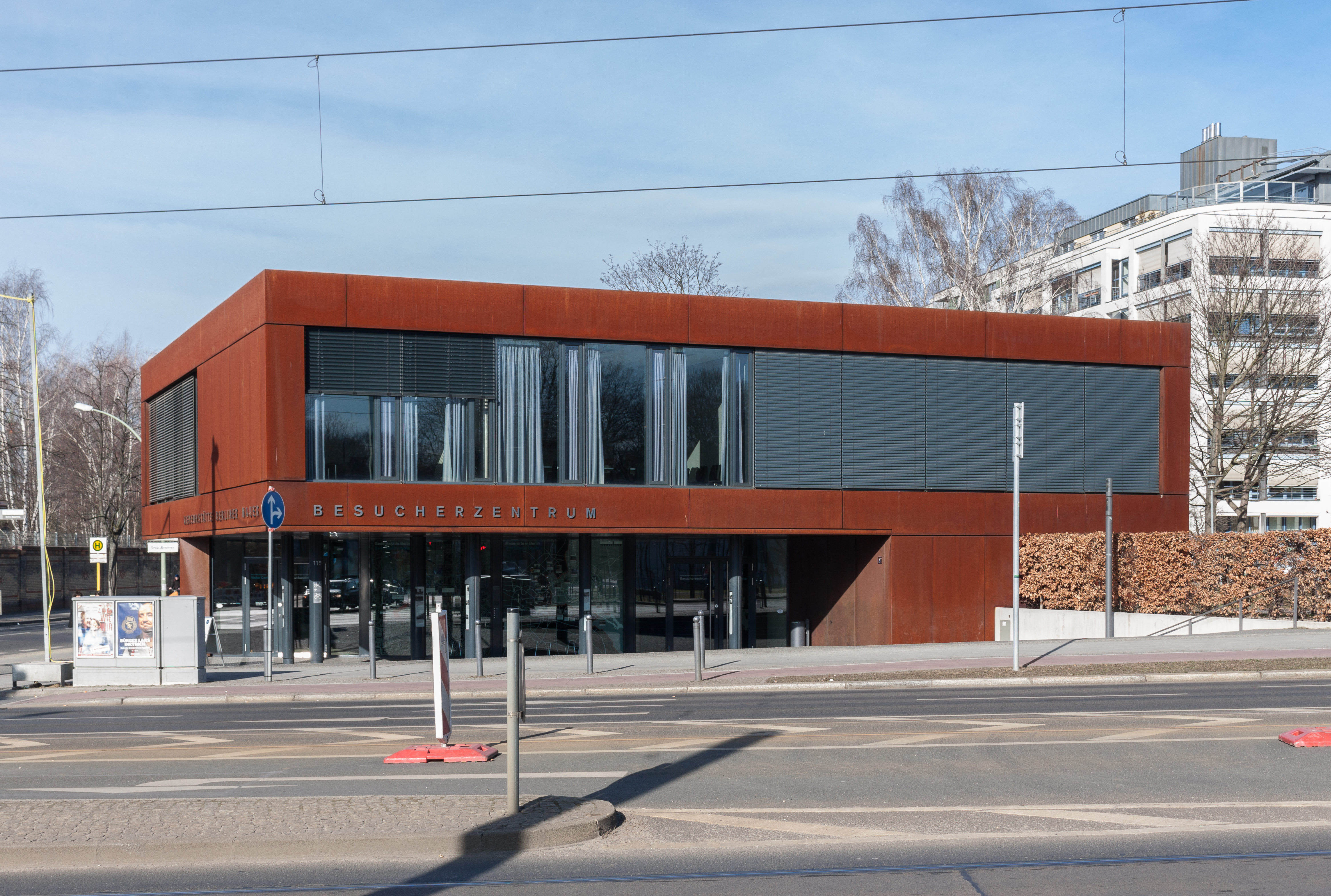
Das Besucherzentrum

An der Bernauer Straße / Ecke Gartenstraße wurde am 9. November 2009 das Besucherzentrum eröffnet, in dem man sich über das gesamte Gedenkstättengelände informieren kann. Die Außenflächen der Gedenkstätte wurden an der westlichen Seite in Richtung Nordbahnhof zu einer Erinnerungslandschaft umgestaltet. Auf diesem Areal befindet sich auch das Fenster des Gedenkens, das seit 2010 an die Todesopfer der Berliner Mauer erinnert. Zum 25-jährigen Jubiläum des Mauerfalls am 9. November 2014 wurde dann der letzte Teilabschnitt der Außenausstellung und die neue Dauerausstellung 1961│1989. Die Berliner Mauer im renovierten Dokumentationszentrum eröffnet. Damit ist die Erweiterung der Gedenkstätte abgeschlossen.

## Anlage

### Grenzanlage

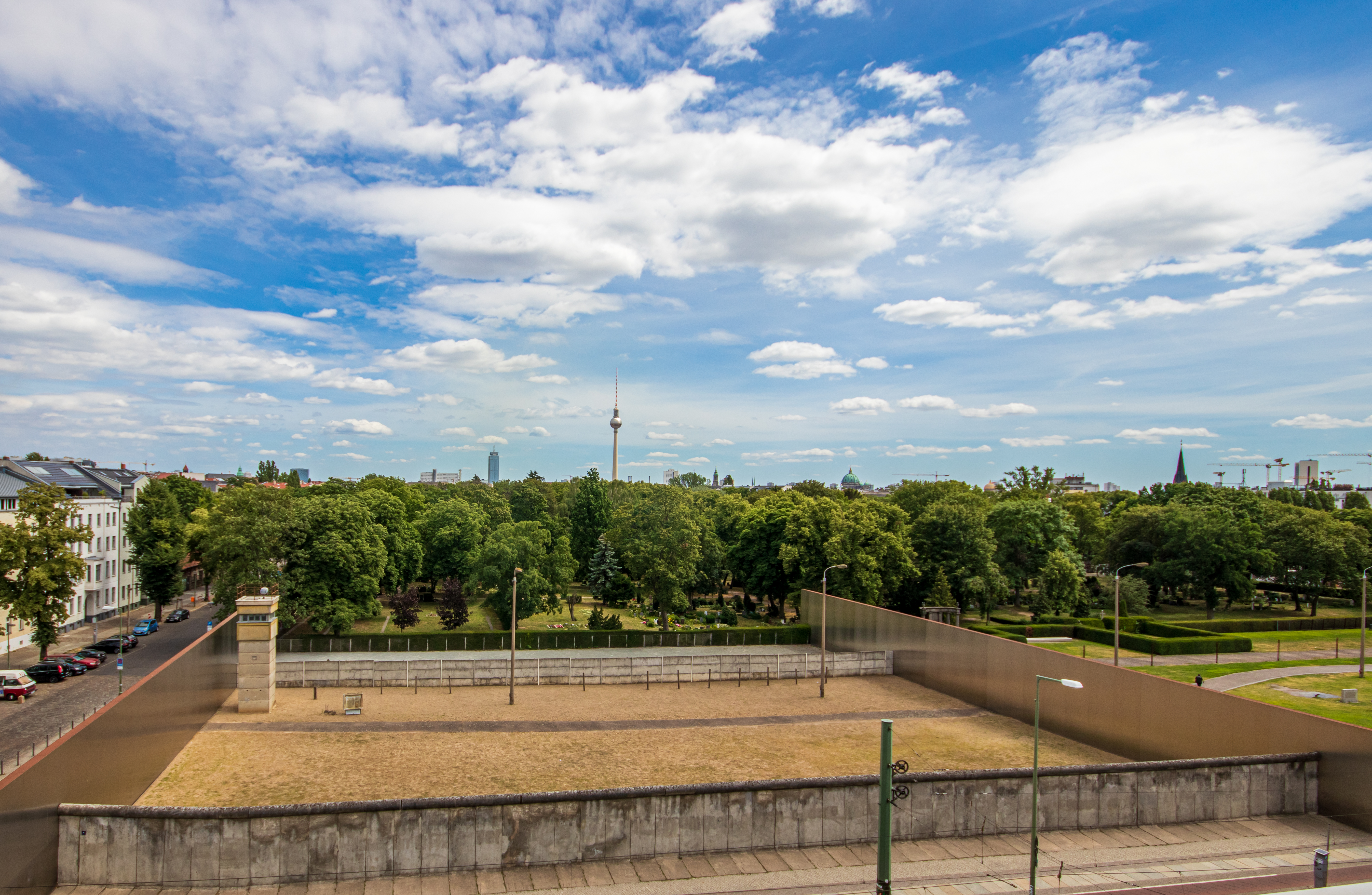
Ein Reststück der Grenzanlage ist als Teil der Gedenkstätte Berliner Mauer erhalten geblieben

Die Gedenkstätte enthält ein 70 Meter langes Stück der Grenzanlage im letzten Ausbauzustand, wie er beim Mauerfall vorhanden war. Vom Westen gesehen folgt hinter der Betonwand aus industriell gefertigten L-förmigen Elementen erst eine Sandfläche. Anschließend folgt der mit Laternen ausgeleuchtete Kolonnenweg, ein Signalzaun und die Hinterlandmauer. Stacheldrahtelemente sind nicht enthalten. Ein dazugehöriger Wachturm im historischen Originalzustand wurde nachträglich innerhalb der Anlage errichtet. Der ursprüngliche Wachturm war kurz nach dem Mauerfall beim Rückbau entfernt worden, bevor die Reste der Berliner Mauer am 2. Oktober 1990 vom Ost-Berliner Magistrat unter Denkmalschutz gestellt worden waren.
Die Anlage kann nicht von Besuchern betreten werden und wurde als Denkmal umgewidmet. Dafür sind beide Enden mit Stahlwänden abgeschlossen worden. Die nördliche Wand trägt die Inschrift „In Erinnerung an die Teilung der Stadt vom 13. August 1961 bis zum 9. November 1989 und zum Gedenken an die Opfer kommunistischer Gewaltherrschaft“.

### Dokumentationszentrum Berliner Mauer

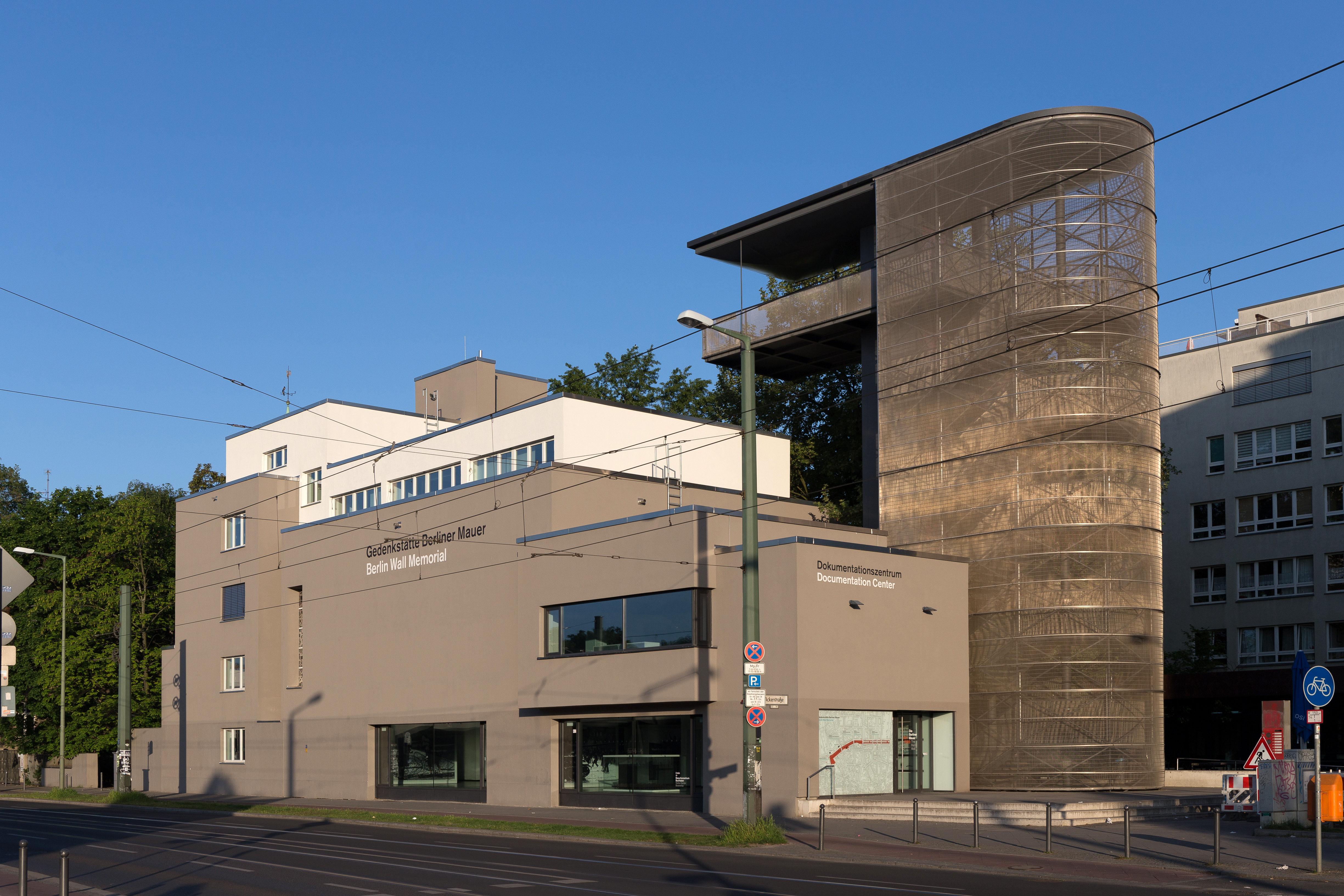
Das Dokumentationszentrum mit Beobachtungsturm

Das Dokumentationszentrum im ehemaligen Gemeindezentrum der Versöhnungsgemeinde liegt auf der anderen Seite der Bernauer Straße. Dort befinden sich Seminarräume und Büros der Versöhnungsgemeinde und der Stiftung Berliner Mauer. Die Dauerausstellung des Dokumentationszentrums 1961│1989. Die Berliner Mauer kontextualisiert die Geschichte der Berliner Mauer und bietet die historischen Hintergründe der Teilungsgeschichte, des Kalten Krieges und des Mauerbaus bis hin zum Mauerfall und zur Vereinigung der beiden deutschen Staaten. Teil des Gebäudes ist auch ein fünfgeschossiger Beobachtungsturm, von dem das Teilstück der Grenzanlagen betrachtet werden kann.

### Kapelle der Versöhnung

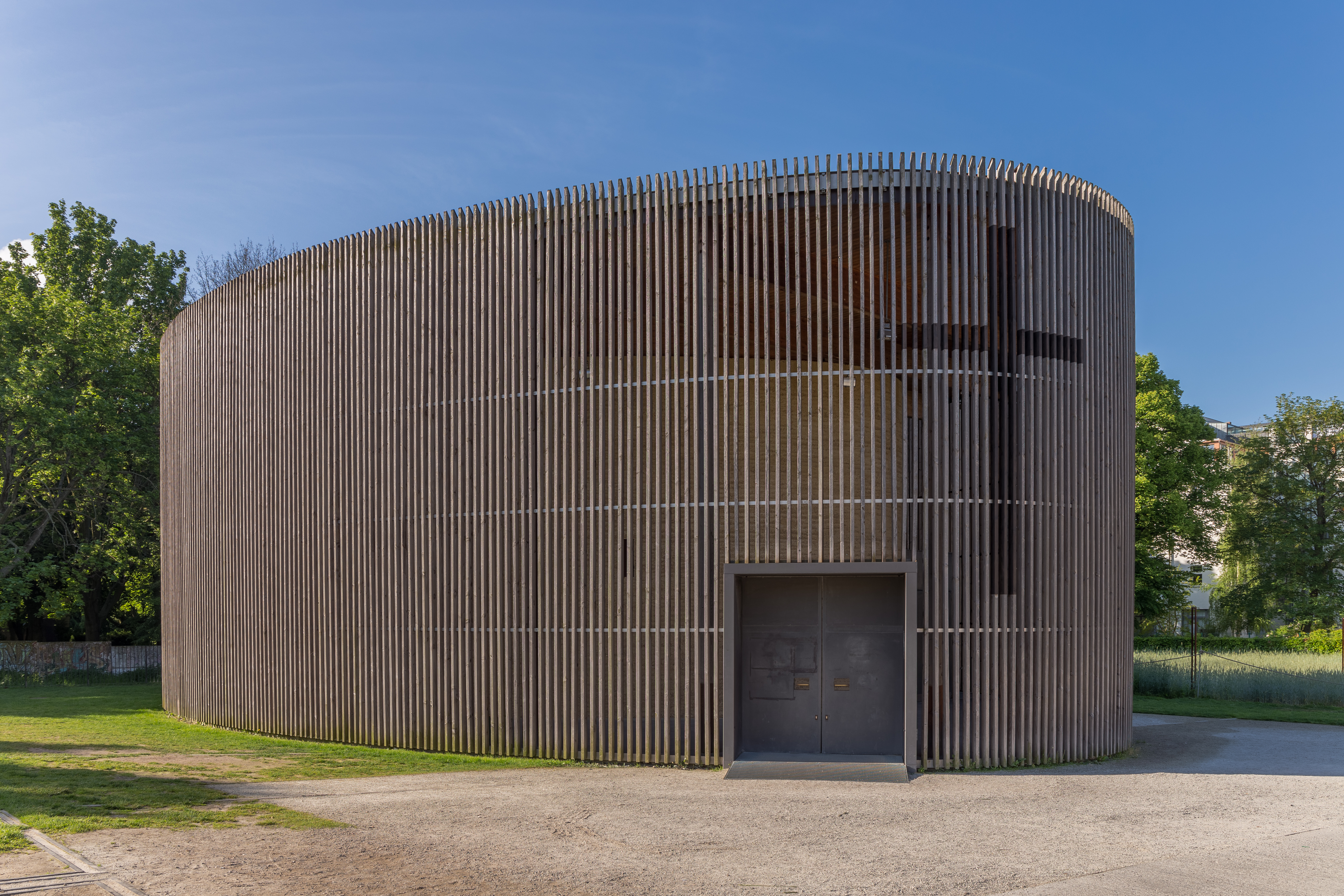
Ein Teil der Gedenkstätte Berliner Mauer ist die Kapelle der Versöhnung

Der von den Architekten Peter Sassenroth und Rudolf Reitermann entworfene Kirchenbau hat eine ovale Form mit einer Fassade aus Holzstäben. Im Inneren errichtete der Lehmbaukünstler Martin Rauch in Stampflehmbauweise einen Andachtsraum. Beim Bau wurden auch Materialien der abgerissenen Versöhnungskirche verwendet, u. a. die Glocken. In der Außenanlage ist der Umriss der Versöhnungskirche markiert. Am 9. November 2000 wurde die Kapelle der Versöhnung eingeweiht.

### Das Roggenfeld auf dem Todesstreifen
Nach einer Idee des Berliner Künstlers Michael Spengler wächst seit dem Jahr 2005 ein Roggenfeld auf dem ehemaligen Todesstreifen der Berliner Mauer an der Bernauer Straße. Betreut wird das Roggenfeld durch die Landwirtschaftlich-gärtnerische Fakultät der Humboldt-Universität.
Die Idee des Kunstprojektes ist es, Assoziationen im Zusammenhang verschiedener geschichtlicher Epochen Berlins zu erzeugen, wie etwa der ruralen Vergangenheit, aber vor allem auch der Bedeutung des Gebietes als Todesstreifen in der DDR.
Der Roggen wird in der zweiten Septemberhälfte gesät und geht nach der Anlage von Bestockungstrieben in den Winter. Im Juli wird er geerntet. Bei einer extensiven landwirtschaftlichen Nutzung wäre bei der jetzigen Größe der Anbaufläche im Durchschnitt ein Ernteertrag von drei bis vier Doppelzentnern zu erwarten.
In der Vergangenheit wurde der Roggen des kleinen Feldes um die Kapelle herum für die Herstellung spezieller Abendmahls-Oblaten, von Roggenbrötchen und Brot für den Erntedankgottesdienst und im Rahmen einer Kunstaktion für die Herstellung eines speziellen Whiskys (Fine Berlin Wall Whiskey) verwendet.

### Fenster des Gedenkens

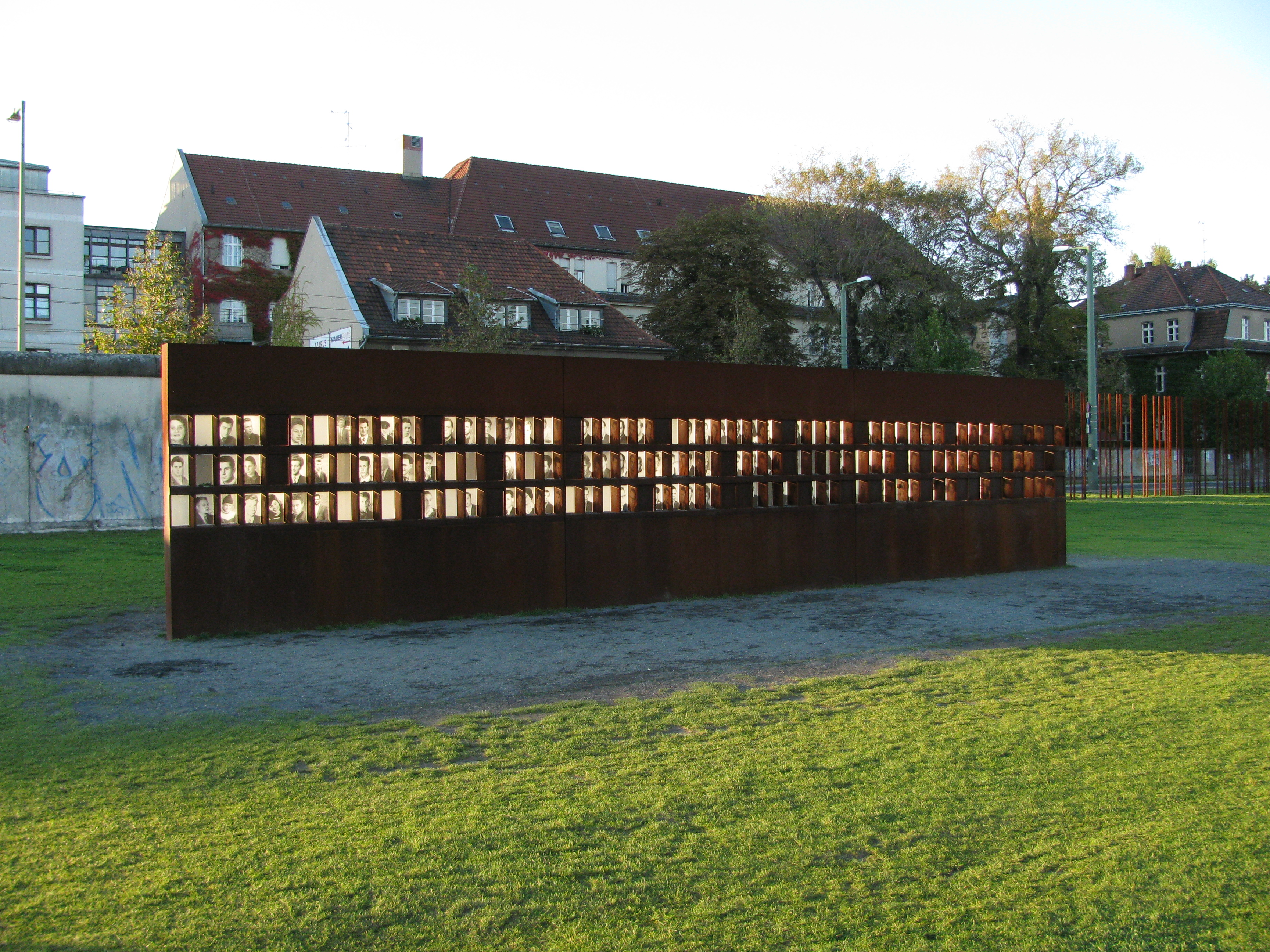
Fenster des Gedenkens mit den Porträts von Todesopfern der Berliner Mauer

Im Mai 2010 wurde das Fenster des Gedenkens auf der Erweiterung der Außenausstellung der Gedenkstätte errichtet. Bei dem Mahnmal handelt es sich um eine zwölf Meter lange Wand aus Cortenstahl, in der sich 162 Fenster mit den Porträts jener 130 Menschen befinden, die als Flüchtlinge oder Unbeteiligte an der Berliner Mauer erschossen wurden oder tödlich verunglückten. Der acht getöteten Grenzsoldaten wird an einer Stele in unmittelbarer Nähe gedacht. Unter den Bildern sind die Namen und Lebensdaten der Opfer eingraviert. Das Fenster des Gedenkens befindet sich auf einem Areal südlich der Bernauer Straße, an dem sich einst ein Teil des Sophienfriedhofs befand. Dieser nordwestlich gelegene Teil des Friedhofs wurde in den 1960er Jahren entwidmet und abgetrennt, um die Grenzanlagen ausbauen zu können.